# 学校法人宝仙学園
学校法人宝仙学園（がっこうほうじんほうせんがくえん）とは、東京都中野区にある学校法人。

## 概要
「仏教主義精神を基調とした人間教育によって品格と知性を兼ね備えた人を作る」を建学の精神とし、昭和3年(1928年)に真言宗豊山派宝仙寺第50代住職冨田斅純によって宗教的情操豊かな人格の養成を目的として創立された。

## 設置校
- 宝仙学園幼稚園
- 宝仙学園小学校
- 宝仙学園中学校・高等学校
- こども教育宝仙大学

## かつての設置校
- 宝仙学園短期大学